# Parlament Severne Makedonije
Sobranje Republike Severne Makedonije je enodomni zakonodajni organ Severne Makedonije (parlament). Po ustavi predstavlja ljudstvo in ima zakonodajno oblast.
Parlament ima lahko med 120 in 140 poslancev, proporcionalno izvoljenih iz šestih volilnih okrajev, od katerih vsak prispeva 20 poslancev, ob tem pa so 3 mesta rezervirana za predstavnike iz makedonske diaspore, ki se podelijo le ob zadostni volilni udeležbi. Poslanci so izvoljeni za dobo štirih let in med mandatom ne morejo biti odpoklicani. Sobranje vodi predsednik. Njegovo organizacijo in delovanje urejata Ustava in Poslovnik. Sedež skupščine je v palači Sobranja v glavnem mestu Skopju.

## Seznam predsednikov
- Stojan Andov (8. januar 1991–6. marec 1996)
- Tito Petkovski (6. marec 1996–19. november 1998)
- Savo Klimovski (19. november 1998–30. november 2000)
- Stojan Andov (30. november 2000–4. oktober 2002)
- Nikola Popovski (4. oktober 2002–8. november 2003)
- Liljana Popovska (8. november 2003–18. november 2003)
- Ljupčo Jordanovski (18. november 2003–2. avgust 2006)
- Ljubiša Georgievski (2. avgust 2006–21. junij 2008)
- Trajko Veljanoski (21. junij 2008–27. april 2017)
- Talat Xhaferi (27. april 2017–25. januar 2024)
- Jovan Mitreski (26. januar 2024–28. maj 2024)
- Afrim Gashi (28. maj 2024–danes)